# Huesa
Huesa ist ein Ort und eine Gemeinde (municipio) mit insgesamt 2.419 Einwohnern (Stand: 2024) im Süden der Provinz Jaén in der autonomen Region Andalusien.

## Lage
Huesa liegt teilweise im Naturpark Sierras de Cazorla, Segura y Las Villas in einer Höhe von ca. 655 m ü. d. M. Die Entfernung zur Provinzhauptstadt Jaén beträgt knapp 75 km (Fahrtstrecke) in westlicher Richtung. Das Klima im Winter ist gemäßigt, im Sommer dagegen warm bis heiß; die geringen Niederschlagsmengen (ca. 465 mm/Jahr) fallen – mit Ausnahme der nahezu regenlosen Sommermonate – verteilt übers ganze Jahr.

## Bevölkerungsentwicklung
| Jahr      | 1970  | 1980  | 1990  | 2000  | 2010  | 2020  |
| Einwohner | 3.357 | 2.889 | 2.606 | 2.732 | 2.652 | 2.476 |

## Sehenswürdigkeiten
- Reste der Besiedlung aus der Bronzezeit auf dem sog. Schwarzen Hügel
- Marienkirche (Iglesia parroquial Nuestra Señora de la Cabeza)

## Persönlichkeiten
- Enrique Martínez Heredia (* 1953), Radrennfahrer